# 莉亞·莎隆嘉
莉亞·莎隆嘉（英語：Lea Salonga，1971年2月22日—），出身菲律賓的知名音樂劇演員、歌手，以擔綱倫敦西區劇院音樂劇《西貢小姐》之主角「金（Kim）」聞名，曾獲奧立弗獎、東尼獎、圈外劇評人獎、戲劇桌獎等大獎肯定，是首位以單一角色獲得各大國際獎項的音樂劇演員，同時也是首位獲得東尼獎的亞洲女性。
莎隆嘉是首位在百老匯音樂劇《悲慘世界》中飾演「愛波寧（Éponine）」和「芳汀（Fantine）」的亞洲演員。
莎隆嘉曾擔任迪士尼1992年動畫《阿拉丁》「茉莉公主（Princess Jasmine）」、1998年《花木蘭》以及2004年《花木蘭2》「花木蘭（Mulan）」等角色的歌唱配音，2011年獲得迪士尼傳奇獎章。
莎隆嘉是首位與大西洋唱片簽約的菲律賓歌手。

## 外部連結
- 官方網站 （页面存档备份，存于）
- 互聯網百老匯資料庫（IBDB）上莉亞·莎隆嘉的資料（英文）
- 莉亞·莎隆嘉在互联网电影资料库（IMDb）上的資料（英文）